# Stalker (seriál)
Stalker je americký televizní seriál, vysílaný stanicí CBS v letech 2014–2015. Seriál měl premiéru 1. října 2014. 27. října 2014 stanice CBS objednala celou sérii. Tvůrcem je Kevin Williamson. Poslední díl první řady byl odvysílán 18. května 2015, seriál však již byl o několik dní dříve stanicí zrušen.

## Děj
Beth Davis (Maggie Q), šéfka speciální jednotky losangeleského policejního oddělení, která se zabývá stalkingem, je expertkou ve svém oboru. Žene jí její vlastní osobní zkušenost, kdy se stala obětí stalkera. Se svým týmem Benem Caldwellem (Victor Rasuk), Janice Lawrance (Mariana Klaveno) a nováčkem Jackem Larsenem (Dylan McDermott) musí řešit nové případy, které se začínají vymykat kontrole.

## Obsazení

### Hlavní role
- Dylan McDermott jako Jack Larsen
- Maggie Q jako Beth Davis
- Mariana Klaveno jako Janice Lawrence
- Victor Rasuk jako Ben Caldwell
- Elisabeth Röhm jako Amanda Taylor

### Vedlejší role
- Tara Summers jako Tracy Wright
- Erik Stocklin jako Perry Whitley/Brody
- Gabriel Bateman jako Ethan Taylor
- Warren Kole jako Trent
- Chelsea Harris jako Belle

## Vysílání
Seriál je vysílán ve Velké Británii a Irsku na stanici Sky Living od 10. listopadu 2014. V Nizozemsku je seriál vysílán stanicí SBS6 od 3. listopadu 2014.

## Seznam dílů
| Č. v seriálu | Původní název                    | Český název                  | Režie             | Scénář                           | Premiéra v USA     | Premiéra v ČR     |
| ------------ | -------------------------------- | ---------------------------- | ----------------- | -------------------------------- | ------------------ | ----------------- |
| 1            | Pilot                            | Hra                          | Liz Friedlander   | Kevin Williamson                 | 1. října 2014      | 22. června 2015   |
| 2            | Whatever Happened to Baby James? | Co se stalo s malým Jamesem? | Liz Friedlander   | Sanford Golden a Karen Wyscarver | 8. října 2014      | 29. června 2015   |
| 3            | Manhunt                          | Hon na vraha                 | Bronwen Hughes    | Brett Mahoney                    | 15. října 2014     | 6. července 2015  |
| 4            | Phobia                           | Fobie                        | Roxann Dawson     | Heather Zuhlke                   | 22. října 2014     | 13. července 2015 |
| 5            | The Haunting                     | Maškary                      | Brad Turner       | Kevin Williamson                 | 29. října 2014     | 20. července 2015 |
| 6            | Love is a Battlefield            | Láska je bitevní pole        | Omar Madha        | Dewayne Jones                    | 5. listopadu 2014  | 27. července 2015 |
| 7            | Fanatic                          | Fanatik                      | Kevin Bray        | Tamara Jaron                     | 12. listopadu 2014 | 3. srpna 2015     |
| 8            | Skin                             | Skin                         | Fred Toye         | Corey Evett a Matt Partney       | 19. listopadu 2014 | 10. srpna 2015    |
| 9            | Crazy for You                    | Posedlost                    | Liz Friedlander   | Dawn DeNoon                      | 26. listopadu 2014 | 17. srpna 2015    |
| 10           | A Cry for Help                   | Volání o pomoc               | Jeff T. Thomas    | Heather Zuhlke                   | 3. prosince 2014   | 24. srpna 2015    |
| 11           | Tell All                         | Memoáry                      | David Rodriguez   | Sean Hennen                      | 10. prosince 2014  | 25. srpna 2015    |
| 12           | Secrets and Lies                 | Tajnosti a lži               | David Straiton    | Sanford Golden a Karen Wyscarver | 14. ledna 2015     | 31. srpna 2015    |
| 13           | The News                         | Zprávy                       | Liz Friedlander   | Dewayne Jones                    | 21. ledna 2015     | 1. září 2015      |
| 14           | My Hero                          | Moje hrdinka                 | Kevin Bray        | Tamara Jaron                     | 28. ledna 2015     | 7. září 2015      |
| 15           | Lost and Found                   | Ztracená a nalezená          | Rob Seidenglanz   | Corey Evett a Matt Partney       | 4. února 2015      | 8. září 2015      |
| 16           | Salvation                        | Spasení                      | Liz Friedlander   | Danny Tolli                      | 11. února 2015     | 14. září 2015     |
| 17           | Fun and Games                    | Nebezpečná hra               | Jeff T. Thomas    | Kevin Williamson                 | 18. února 2015     | 15. září 2015     |
| 18           | The Woods                        | V lesích                     | Fred Toye         | Sean Hennen                      | 27. dubna 2015     | 21. září 2015     |
| 19           | Love Hurts                       | Láska zraňuje                | Hanelle Culpepper | Sanford Golden a Karen Wyscarver | 11. května 2015    | 22. září 2015     |
| 20           | Love Kills                       | Láska a smrt                 | Liz Friedlander   | Kevin Williamson a Dewayne Jones | 18. května 2015    | 28. září 2015     |

## Ocenění a nominace
| Rok  | Ocenění                | Kategorie                               | Nominovan       | Výsledek |
| ---- | ---------------------- | --------------------------------------- | --------------- | -------- |
| 2015 | People's Choice Awards | Nejoblíbenější herec v novém TV seriálu | Dylan McDermott | nominace |
| 2015 | People's Choice Awards | Nejoblíbenější nové televizní drama     | Stalker         | nominace |

## Kritika
Seriál obdržel spíše negativní kritiku, ale získal si velký počet diváků. Premiérový díl sledovalo přes 9 milionů diváků. Po první epizodě byl stanicí přiobjednané epizodě k celé sérii.